# 仁鶴の楽書き帖
仁鶴の楽書き帖（にかくのらくがきちょう）は、朝日放送ラジオで2006年10月から2021年3月27日まで毎週土曜日に放送されていた事前収録番組。落語家・笑福亭仁鶴 (3代目) の冠番組で、仁鶴が体調を崩した2017年の秋以降も、他の落語家をパーソナリティの代役を立てたうえで放送を続けていた。

## 概要
朝日放送ラジオがラジオ・テレビ兼営局の朝日放送（旧・朝日放送）であった1970年代に、「仁鶴・頭のマッサージ」（当時の深夜番組『ABCヤングリクエスト』で放送されていた事前収録のリスナー投稿コーナー）で若者から絶大なる人気を集めた仁鶴が、落語家としての経験を中心に、懐かしい演芸や、音楽、映画、社会情勢などの話を披露していた。
仁鶴が放送日における歴史上の出来事を前半に話してから、加藤明子（朝日放送→朝日放送テレビアナウンサー）が放送日の誕生花につけられた花言葉を紹介することが特徴。後半にはレギュラーの企画を設けず、テーマにそって歌謡曲や邦楽を紹介するか、今は亡き落語家や漫才師たちの貴重な収録音源を放送していた。
2018年3月までは旧・朝日放送で制作していたが、4月以降は朝日放送ラジオ（旧・朝日放送のラジオ放送事業とラジオ放送免許を承継したグループ会社）に移行。旧・朝日放送から朝日放送テレビ（テレビ放送事業やテレビ放送免許などを承継した会社）へ自動的に転籍していた加藤も、「朝日放送（ABC）アナウンサー」として出演を続けていた。移行後も30分番組として制作されていたが、2021年1月から放送時間を15分に縮小。同年3月27日でレギュラー放送を終了。14年半の放送に幕を降ろした。

## 出演者
- 笑福亭仁鶴
  - 2013年2月13日放送分には、「たか子姫」という愛称で知られた妻の隆子（元・吉本新喜劇座員で2017年6月2日に逝去）が、著書のPRを兼ねてゲストで出演した。
  - 体調を崩した2017年秋からは、笑福亭仁智や林家菊丸が代演していた。
- 聞き手：加藤明子（朝日放送→朝日放送テレビアナウンサー）
  - 加藤が産前産後休暇を取得していた期間（2013年5月 - 2015年4月）には、後輩アナウンサーの桂紗綾が代演。加藤の復帰を機に降板してからも、朝日放送ラジオで数々の演芸番組を担当しているほか、2018年以降はアナウンサーとしての職務と並行しながらアマチュアの落語家として活動している。

## 放送時間
- 毎週土曜日早朝 5:30 - 5:45（2021年1 - 3月）
  - 2010年10月 - 2020年12月 土曜日早朝 5:30 - 6:00
  - 2007年4月 - 2010年9月 土曜日早朝 5:00 - 5:30
  - 2006年10月 - 2007年3月 土曜日深夜＝日曜日未明 3:00 - 3:30

## 笑福亭仁鶴さん追善特別番組『笑福亭仁鶴 最後の楽書き帖』
当番組は仁鶴不在のまま2021年3月でレギュラー放送を終えたが、朝日放送ラジオでは、「（当時静養中だった）仁鶴が復帰できるまで放送をいったん休止する」という方針を示していた。しかし、仁鶴が2021年8月17日に84歳で永眠したことを受けて、「笑福亭仁鶴さん追善特別番組」を同年12月24日（金曜日）に収録。『笑福亭仁鶴 最後の楽書き帖』というサブタイトルを添えたうえで、当番組の最終回扱いで12月29日（水曜日）の19:30 - 21:00に放送した。これによって、休止期間を経て15年3か月にわたって放送された番組は完結した。
追善特別番組では、『日曜落語 〜なみはや亭〜』『上方落語をきく会』（いずれも朝日放送ラジオの演芸番組）で「席亭」を務めるなど、神戸大学の学生時代から上方落語への造詣が深い伊藤史隆（朝日放送テレビアナウンサー）が加藤と共に進行を担当。上方落語協会の会長で、仁鶴の惣領弟子に当たる笑福亭仁智をスタジオに迎えた。また、当番組で仁鶴が夫婦共演を果たした回の音源、仁鶴が高座で披露していた「初天神」「池田の猪買い」の収録音源、旧・朝日放送時代に仁鶴が出演していたラジオ番組（『仁鶴・頭のマッサージ』など）の音源、仁鶴が歌手として発表した「おばちゃんのブルース」を順次放送。仁鶴と朝日放送ラジオに縁の深い中田カウス・上沼恵美子に対する伊藤のインタビュー音源や、仁鶴と番組でたびたび共演していた桑原征平・林家菊丸からのコメントも流したほか、収録に先駆けてリスナーから募集したメッセージの一部を紹介した。
番組は2022年4月28日、第59回ギャラクシー賞の奨励賞を受賞。受賞を記念して、2022年5月29日 24:30 ‐ 25:30（30日 0:30- 1:30）に一時間に短縮したバージョンが再放送された。

## スタッフ
- 日沢伸哉：2009年に亡くなるまでプロデューサー、構成を担当。